# 完全比賽
完全比賽（英語：Perfect Game）是棒球比賽的術語之一，在美國職棒大聯盟1991年以後的規定是一場至少9局的球賽裡，所有打者皆不能安全上一壘。簡單地說，不能夠有安打、四壞球、觸身球，以及任何其他的原因，包括失誤上壘、或者是因妨礙打擊或跑壘上壘等等。從定義來看，完全比賽也必須是無安打比賽，而在不採用突破僵局制的前提之下，也必須是完封。由於投手無法控制他的隊友會不會失誤，所以如果要投出完全比賽的話，背後必須也要有堅強的守備陣容來支持。然而完全比賽裡可能會有守備失誤也不會讓打者上壘，例如漏接一記界外高飛球等等。在修正過定義之後，有許多比賽變成不算是完全比賽。有些比賽是裁定提前結束；還有兩場是在延長賽裡才有人上一壘等等。
不能被任何人上壘這個部分基本上是各個職棒對完全比賽的共識，不過詳細定義上仍有小部分差異，比方說MLB承認由兩名以上投手合力完成的完全比賽，只要他們都沒有讓任何人上壘即可（雖然MLB至今所有的完全比賽都是由一個投手完成的） ；但日本職棒則要求完全比賽要由一個投手獨自解決掉所有的打者，也因此山井大介和岩瀨仁紀在2007日本大賽封王戰的精采表現並不被日本職棒承認。
完全比賽普遍被認為是投手表現的最極致，而且是棒球最難達到的成就之一。它是如此地罕見與困難，所以運氣和技巧同樣地扮演了重要的角色；有許多偉大的投手在生涯裡從未投出過完全比賽，而一些名不見經傳的投手卻投出過（1933年明星賽開辦後，大聯盟投出完全比賽的投手之中，唐·拉森、達拉斯·布萊登、菲利普·昂伯三人生涯不曾進過任何一次明星賽）。在大聯盟過去超過140年的歷史裡，只出現過24場完全比賽；在19世紀裡出現的那兩場完全比賽，因為當時投手的投球距離只有45英尺，所以通常不包括在列表當中。簡單地說，大約每進行15,000場的大聯盟比賽，才會出現一場完全比賽，約同平均每7年才會出現一次。

## 美國大聯盟的完全比賽

### 19世紀
| 日期          | 投手               | 球隊           | 比數 | 對手       | 球場         |
| ------------- | ------------------ | -------------- | ---- | ---------- | ------------ |
| 1880年6月12日 | 約翰·李·里奇蒙     | 烏斯特烏斯特人 | 1-0  | 克里夫蘭藍 | 伍斯特農業場 |
| 1880年6月17日 | 約翰·蒙哥馬利·瓦德 | 普維敦斯灰     | 5-0  | 水牛城野牛 | 梅塞爾球場   |

### 現代
| 日期          | 投手              | 用球 | 球隊             | 比數 | 對手           | 球場                    | 備註                                                                              |
| ------------- | ----------------- | ---- | ---------------- | ---- | -------------- | ----------------------- | --------------------------------------------------------------------------------- |
| 1904年5月5日  | 賽·揚             | －   | 波士頓美國人     | 3-0  | 費城運動家     | 漢亭頓大道球場          | 日間比賽                                                                          |
| 1908年10月2日 | 艾迪·喬斯         | 74   | 克里夫蘭納普       | 1-0  | 芝加哥白襪     | 聯盟球場                | 大聯盟史上用球最少的完全比賽 3次三振，大聯盟史上三振最少的完全比賽                |
| 1922年4月30日 | 查理·羅伯森       | 90   | 芝加哥白襪       | 2-0  | 底特律老虎     | Navin Field             | 日間比賽                                                                          |
| 1956年10月8日 | 唐·拉森           | 97   | 紐約洋基         | 2-0  | 布魯克林道奇   | 洋基體育場              | 在世界大戰時達成（唐·拉森的完全比賽）                                             |
| 1964年6月21日 | 吉姆·邦寧         | 90   | 費城費城人       | 6-0  | 紐約大都會     | 謝亞球場                | 10次三振，刷新大聯盟完全比賽的最高三振數                                          |
| 1965年9月9日  | 山迪·柯法斯       | 113  | 洛杉磯道奇       | 1-0  | 芝加哥小熊     | 道奇體育場              | 14次三振，大聯盟史上三振最多的完全比賽                                            |
| 1968年5月8日  | 凱特費許·杭特     | 107  | 奧克蘭運動家     | 4-0  | 明尼蘇達雙城   | 奧克蘭阿拉米達郡競技場  |                                                                                   |
| 1981年5月15日 | 藍·巴克           | 103  | 克里夫蘭印地安人 | 3-0  | 多倫多藍鳥     | 克里夫蘭體育場          |                                                                                   |
| 1984年9月30日 | 麥克·威特         | 94   | 加州天使         | 1-0  | 德州遊騎兵     | 阿靈頓球場              |                                                                                   |
| 1988年9月16日 | 湯姆·布朗寧       | 102  | 辛辛那提紅人     | 1-0  | 洛杉磯道奇     | 辛辛那提河濱體育場      |                                                                                   |
| 1991年7月28日 | 丹尼斯·馬丁尼茲   | 95   | 蒙特婁博覽會     | 2-0  | 洛杉磯道奇     | 道奇體育場              | 捕手為Ron Hassey，他也是巴克那場完全比賽的捕手 是史上第一個接捕兩場完全比賽的捕手 |
| 1994年7月28日 | 肯尼·羅傑斯       | 98   | 德州遊騎兵       | 4-0  | 加州天使       | 阿靈頓球場              |                                                                                   |
| 1998年5月17日 | 大衛·威爾斯       | 120  | 紐約洋基         | 4-0  | 明尼蘇達雙城   | 洋基體育場              |                                                                                   |
| 1999年7月18日 | 大衛·孔恩         | 88   | 紐約洋基         | 6-0  | 蒙特婁博覽會   | 洋基體育場              |                                                                                   |
| 2004年5月18日 | 藍迪·強森         | 117  | 亞利桑那響尾蛇   | 2-0  | 亞特蘭大勇士   | 透納球場                | 40歲，大聯盟史上最老的完全比賽投手                                                |
| 2009年7月23日 | 馬克·伯爾利       | 116  | 芝加哥白襪       | 5-0  | 坦帕灣光芒     | 保證率球場              |                                                                                   |
| 2010年5月9日  | 達拉斯·布萊登     | 109  | 奧克蘭運動家     | 4-0  | 坦帕灣光芒     | 奧克蘭阿拉米達郡競技場  |                                                                                   |
| 2010年5月29日 | 洛伊·哈勒戴       | 115  | 費城費城人       | 1-0  | 佛羅里達馬林魚 | 硬石體育場              |                                                                                   |
| 2012年4月21日 | 菲利普·昂伯       | 96   | 芝加哥白襪       | 4-0  | 西雅圖水手     | 塞費柯球場              |                                                                                   |
| 2012年6月13日 | 麥特·凱恩         | 125  | 舊金山巨人       | 10-0 | 休士頓太空人   | AT&T球場                | 大聯盟史上用球最多的完全比賽                                                      |
| 2012年8月15日 | 費利克斯·赫南德茲 | 113  | 西雅圖水手       | 1-0  | 坦帕灣光芒     | 塞費柯球場              |                                                                                   |
| 2023年6月28日 | 多明哥·赫曼       | 99   | 紐約洋基         | 11-0 | 奧克蘭運動家   | 奧克蘭–阿拉米達郡競技場 |                                                                                   |

註：
1. 在最早的兩場完全比賽發生的當時，投手只能用低手投球（手不能高過腰帶），投手板和本壘板的距離是45英呎，保送要8個壞球，打者可以指定高球或低球等等。它們基本上跟名單裡的其他比賽不一樣，所以把它們列進名單總是引起廣泛地討論。在賽·揚的完全比賽之後的規則改變就沒有那麼顯著了。
2. 總共有六名投手在投出完全比賽的同一場比賽打出安打：杭特當天打了三支安打，甚至有兩支是二壘安打，而里奇蒙、瓦德、邦寧、馬丁尼茲、凱恩各有一支安打。如果不記入里奇蒙和瓦德兩人的完全比賽的話，則只有四個人。
3. 總共有兩名投手在投出完全比賽的同一場比賽有打點：杭特當天打回三分，連勝利打點都是自己打的，而邦寧的二壘安打有兩分打點，賽·揚則是在三壘有人的時候以觸擊強迫取分成功。
4. 只有一位投手曾經在投出完全比賽的同一場比賽有得分：凱恩在第五局打出一壘安打後，Gregor Blanco（英语：Gregor Blanco）用一發全壘打把凱恩送回來。Blanco當天也有一次關鍵的美技：他在第七局沒收了一支可能的長打[3]。
5. 賽·揚的完全比賽是連續無安打局數（24局，尚未被打破）和連續無失分局數（45局，已被打破）的一部份。
6. 艾迪·喬斯的完全比賽中，白襪隊的先發投手是艾德·沃爾許，兩人分別是大聯盟史上WHIP和ERA最低的人，而且這兩個項目的第二名恰好是對方。沃爾許這場比賽8局送出15次三振，僅被打出4支安打，失掉的唯一一分是非自責分。
7. 唐·拉森在1956年世界大賽第五場所投出的完全比賽，是第一場也是唯一一場季後賽裡的完全比賽，還是第一場季後賽裡的無安打比賽，第二場季後賽無安打比賽是由洛伊·哈勒戴於2010年10月6日對上紅人的比賽中投出。
8. 在山迪·柯法斯所投出的完全比賽裡，對手芝加哥小熊的投手Bob Hendley只被擊出一支安打，是第七局裡的一支二壘德州安打，而且留下了二壘的殘壘。洛杉磯道奇所得的唯一一分是在第五局得到的。致勝分首先是四壞球保送上壘，犧牲觸擊上二壘，然後在盜三壘的時候因為捕手暴傳而跑回本壘得分。
9. 大衛·孔恩的完全比賽是在「尤吉·貝拉紀念日」那天發生的。當天1956年世界大賽完全比賽的原始投捕搭檔前來參與紀念日並觀賽。當年投出完全比賽的投手唐·拉森負責開球，由當年的捕手尤吉·貝拉接捕。更難能可貴的是，大衛·孔恩這場完全比賽還因下雨暫停了33分鐘，也是迄今唯一的一場發生因雨暫停的完全比賽，用球數88球也是史上次少。
10. 藍迪·強森為目前紀錄上最老達成完全比賽的投手。
11. 在馬克·柏利的完全比賽中，白襪隊九局上半換上了中外野手DeWayne Wise（英语：DeWayne Wise）來代守卡洛斯·昆汀，而Wise馬上沒收了光芒隊在這個半局第一個打者Gabe Kapler（英语：Gabe Kapler）打在中左外野方向的全壘打。巧合的是，當時白襪隊主場的全壘打牆上印著幾位背號被退休的傳奇名將的肖像，而Wise接到球之後直接撞在比利·皮爾斯的畫像上面，後者曾經在為白襪效力的期間投出過一場8.2局的完全比賽。而柏利生涯投出過三場9局27打席的完封勝，是大聯盟的紀錄：他先是在2004年投出一場兩安打完封勝，靠著兩次雙殺解決了上壘的跑者，隨後在2007年的無安打比賽中，他靠著牽制抓到了被他保送上壘的索薩，最後則是2009年的這場完全比賽。
12. 波士頓美國人（或叫清教徒，或是其他幾個體育記者所採用的暱稱）的老闆在波士頓國民隊不再將紅色長襪當作制服的一部份之後，正式將球隊命名為紅襪；而變成波士頓勇士的主場，所以紅襪在芬威球場（Fenway Park）於1912年落成之後搬到那裡。克里夫蘭拿坡（會用這個名字是因為他們獲得了明星球員），最後採用「印地安人」作為隊名。
13. 達拉斯·布萊登的完全比賽為個人生涯第一場完封勝，而該場比賽日是2010年母親節，布雷頓用自己的實力在歷史成名，讓在場的祖母及天上的母親見證自己的實力。
14. 2012年為完全比賽出現次數最多的一年。先是菲利普·昂伯達成，再來麥特·凱恩也投出平山迪·柯法斯紀錄的單場14次三振完全比賽，該季第三場為費利克斯·赫南德茲達成。

### 2020年起延長賽規則修改
2020年起，大聯盟制定了延長賽突破僵局制之規定，比賽若有延長賽，每個半局由首打席之前一棒次站於二壘。這個規則也導致了「被完全比賽之隊伍也有可能得分」的狀況出現(例如跑者藉由犧牲觸擊上到三壘，再藉由高飛犧牲打回到本壘)，若投手仍未讓任何打者站上一壘，則仍可視為完全比賽(然而若是因野手選擇而使打者站上一壘，是否成立完全比賽則待商榷)。
另外，突破僵局制可能導致投手投出完全比賽卻輸球，但目前尚未發生過。
2020-2021球季還有另一變動，也就是大聯盟將單日雙重賽改為正規七局制，若投手七局內未讓任何打者站上一壘而球隊贏球，此賽事將不成立完全比賽。但若比賽進入九局以上之延長賽，投手仍未讓任何打者站上一壘，則可成立完全比賽(因無選手在這兩年內達成，故此規則未派上用場，2022年大聯盟將雙重賽改回正規九局)。

### 幾乎成功或是藏在紀錄裡的完全比賽
完全比賽的美國職棒大聯盟官方定義要求投手在完整的九局（以上）的比賽裡不讓跑者上壘。然而，有許多例子是投手在九局裡解決了每一位打者（也就是連續27個打者），但是卻不算完全比賽，可能是因為有延長賽。
1917年6月23日，貝比·魯斯（波士頓紅襪）在對華盛頓參議員的比賽裡保送了第一位打者。魯斯對主審布利克·歐文斯（Brick Owens）的判決不滿，所以試圖打他，甚至對他罵髒話，所以就被驅逐出場。Ernie Shore接替投球。一壘跑者盜壘失敗，然後繼續解決了之後的26名打者。所有27個出局數都是當在投手板上完成的。這場曾經被大聯盟承認是完全比賽。這場比賽是大聯盟史上第一場由多位投手共同完成的無安打比賽。
1959年5月26日，匹茲堡海盜的哈維·哈迪克斯對密爾瓦基勇士投出了驚人的12局完全比賽，然而對面的先發投手路·波戴特獨力投了13局也沒有丟掉任何分數，比賽必須進入13局下半。在這個半局，12局的完全比賽因為失誤而破功，接著哈迪克斯以故意四壞球保送了勇士隊重砲手漢克·阿倫，然後就被擊出全壘打（後來被判定為二壘安打，因為打者跑壘時不小心超過了漢克·阿倫），哈迪克斯與海盜隊因而輸了這場比賽。也許這是所有隱藏在紀錄裡的完全比賽中最惱人的一場。
1995年6月3日，蒙特婁博覽會的佩卓·馬丁尼茲對聖地牙哥教士投出了九局的完全比賽，然而此時比數是0:0，必須進入延長賽。在第十局上半，博覽會打下關鍵的超前分，然而在十局下半，馬丁尼茲被這個半局第一個打者Bip Roberts擊出了一支二壘安打，然後就被換下場。最後博覽會隊以1比0獲勝。
其他還有四場「完全比賽」不被官方承認，因為它們未滿九局就結束了。（明尼蘇達雙城，1967年）和（蒙特婁博覽會，1984年）都投滿了五局的完全比賽，然後比賽因雨而被裁定結束。這兩場都不算是完全比賽，因為他們因壞天氣而沒有投滿九局。費城運動家的（5局）和聖路易紅雀的（7局）在1907年都投出了非正式的完全比賽，兩場都是因天黑而提前結束。

#### 幾乎成功的完全比賽
- 1902年4月26日：艾迪·喬斯於首次登板時，只被聖路易布朗的第一位打者傑西·柏基特打出安打，之後他連續解決了27位打者。
- 1908年6月30日：賽·揚在比賽中只投出一次保送，這也是他的第三場無安打比賽。
- 1908年9月5日：布魯克林超霸的投手納普·拉克對上波士頓鴿子投出了一場14K無安打無四死的比賽。結果整場隊友失誤三次，送了三個跑者上壘，加上一次雙殺打，變成一場29打席的完封勝。而鴿子隊這邊整場比賽更是出現了四次失誤。
- 1908年7月4日：紐約巨人的在連續解決26名打者後，對費城人投手投出觸身球，最後雖然順利解決下一名打者，但這場比賽也和完全比賽擦身而過。
- 1932年8月5日：底特律老虎的湯米·布里吉斯只被代打的擊出一壘安打，最後仍以13比0擊敗華盛頓參議員。
- 1958年：芝加哥白襪投手比利·皮爾斯被第27位打者，華盛頓參議員的，擊出一支二壘安打，剛好落在離邊線幾英吋遠的地方。[4]
- 1964年：山迪·柯法斯在對費城費城人的無安打比賽裡只投出了一次保送。[5]
- 1972年：芝加哥小熊投手對聖地牙哥教士比賽時，在兩好三壞後對第27位打者，代打的，投出保送。[6]主審是第一年擔任裁判的，在他的裁判生涯裡總共出現了創紀錄的11場無安打比賽。
- 1983年：底特律老虎投手在九局下半兩出局時被白襪隊打者（小傑瑞·赫爾斯頓的父親）擊出一支一壘安打而錯失完全比賽。[7]包含了這支安打在內，整場比賽白襪隊合計只有四次把球打到外野。
- 1988年：多倫多藍鳥投手Dave Stieb（英语：Dave_Stieb）在5月31日投出了一場1安打無四死的完封勝。[8][9]他另外在同一年的9月24日和9月30日連續兩場比賽投出完封勝，而且兩場比賽都是在9局2兩局後被打出本場第一支安打，不過這兩場比賽他分別有2次跟1次的保送。
- 1988年：辛辛那提紅人投手羅恩·羅賓森（Ron Robinson）被蒙特婁博覽會第26位打者Wallace Johnson（英语：Wallace_Johnson_(baseball)）擊出安打。[10]
- 1989年8月4日：前一年三次投出一安打完封勝的多倫多藍鳥投手Dave Stieb先發對上洋基隊，他開場連續解決26名打者之後，被連續打出兩支安打丟了1分，這次連完封勝也沒能保住。最終他在1990年9月2日總算完成了無安打比賽，不過那場比賽他投出多達4次的保送。
- 1990年4月20日：西雅圖水手投手Brian Holman（英语：Brian_Holman）在本季第三場先發面對運動家隊，在解決了26名打者後，被第27位打者Ken Phelps（英语：Ken Phelps）擊出一發陽春彈，這也是Phelps生涯最後一支全壘打。[11]隨後Holman三振掉了韓德森拿下完投勝。
- 1997年5月30日：巴爾迪摩金鶯投手麥克·穆西納在金鶯公園對克夫蘭印地安人時，在第九局一出局後被擊出安打。[12]
- 1998年5月6日：小熊隊投手凱瑞·伍德第五次大聯盟先發裡只讓太空人隊擊出一支安打（Ricky Gutiérrez（英语：Ricky_Gutiérrez）在三局上擊出內野一壘安打，隨即靠著犧牲觸擊和投手犯規上三壘，不過仍未能得分），沒有四壞球保送（有一次觸身球），還有20次奪三振（平大聯盟投手單場九局最高紀錄）。這場普遍被一些人認為是投手表現最具壓制力的比賽。比爾·詹姆斯（Bill James）將這場比賽選為史上九局投球表現最佳的比賽。
- 2000年：春訓熱身賽裡（比賽統計數據通常不怎麼嚴謹，因為對抗的水準變化很大），紅襪隊動用了六名投手來解決藍鳥隊的連續27名打者，最後以5比0獲勝。
- 2001年9月2日：麥克·穆西納在芬威公園球場第二次嘗試完全比賽，但是被第27位打者代打的在兩好球之後擊出一壘安打。[13]
- 2010年6月2日：老虎隊投手賈羅拉加在連續解決印地安人26位打者後，第27位打者擊出一壘方向滾地球，當天打出勝利打點陽春砲的一壘手卡布雷拉拋給補位的投手完成刺殺，結果一壘審竟判定安全上壘，打者在記錄上獲得一支內野安打。事後重播證明是個誤判，最終賈羅拉加解決原本不應該出現的第28名打者，使錯失創下大聯盟該年度第三場完全比賽的紀錄，大聯盟亦錯失一週內出現兩場完全比賽的空前紀錄。
- 2013年4月3日：遊騎兵隊投手達比修有在連續解決太空人隊26位打者並送出了14次三振（已經追平史上完全比賽的最高三振數）後，被第27位打者馬文·岡薩雷茲擊出投手方向強襲滾地球，投手沒辦法攔下來穿出形成中外野安打，只差一打席完成亞洲人在大聯盟的第一個完全比賽。達比修有隨後被換下場，並沒有繼續挑戰完封勝。
- 2013年5月11日：紅襪隊投手喬恩·萊斯特連續解決光芒隊17名打者後，在第6局上半被擊出二壘安打，最後他完投九局，其餘打者也都無法上壘。同天紅雀隊投手Shelby Miller（英语：Shelby Miller）對戰洛磯隊的時候，也只在首局首打席時被敲出二壘安打，其餘的27名打者，無人能站上壘包，且送出13次三振，並拿下本季第五勝。
- 2013年9月6日：舊金山巨人隊Yusmeiro Petit對上響尾蛇隊，面對前26名打者都順利解決，但在第27個打者時被代打的Chavez敲出右外野安打，Yusmeiro Petit隨後再解決Pollock達成一安打完封勝。
- 2014年6月18日：道奇隊的投手克蕭，對落磯隊投出了一場無安打無四死的比賽。唯一上壘的打者是第一棒柯瑞·迪克森，他在7局上靠著道奇隊游擊手亨利·拉米瑞茲的傳球失誤一口氣進佔得點圈，不過隨後道奇隊三壘手米格爾·羅哈斯精彩的攔住了落磯隊第三棒特洛伊·托洛維斯基打出的三壘方向強勁滾地球，並將打者封殺在一壘之前，保住了克蕭的完封勝跟無安打比賽。本場比賽克蕭投出了15次三振，但拉米瑞茲的失誤讓他無緣締造史上最多次三振的完全比賽。
- 2015年6月20日：國民隊投手薛澤對上海盜隊，在連續解決了26個人之後，在9局上2人出局時，在2好2壞時對代打的José Tábata投出了一個觸身球，並隨後解決了海盜隊的第28位打者喬許·哈里森，完成生涯第一場無安打比賽。薛澤在6月14日前一次先發對釀酒人隊9局完封投出16次三振，也只被打出一支安打和投出一次四壞，差點完成連兩場無安打比賽的壯舉。這個觸身球引起了不小的爭議：這球雖然的確是投進了打擊區的邊緣，但實際上並沒有非常靠近打者，而Tábata做出一個非常明顯沉下手肘去靠近球的動作。根據規則，如果主審認定打者對於可能觸身的球沒有閃躲意圖、或甚至是故意被觸碰，則給予一個壞球而非觸身球，若依此規則，場上情況應該是在滿球數的情況繼續比賽。對此Tábata的解釋是他原先認為這球會彎回好球帶而打算揮棒，薛澤則表示他並不會特別責怪打者以這種方式破壞他的完全比賽，並說「如果我是打者也會做同樣的事」。
- 2015年10月3日：薛澤在本季的最後一場先發對上大都會隊的時候，又投出了一場無安打也沒有四壞球保送的比賽。但大都會捕手Kevin Plawecki在6局下打出一次三壘方向的滾地球造成國民隊三壘手Yunel Escobar傳球失誤而上到一壘，同個半局上來代打的墨菲隨後也靠著野手選擇站上一壘壘包，而他們是大都會隊在本場比賽唯二上壘的人。本場比賽是並列史上最多次三振（17）的無安打比賽，但Escobar的失誤讓薛澤無緣締造史上最多次三振的完全比賽。薛澤在2015年的三場完封勝中，分別只讓2、1、1個人上壘。這場比賽，跟凱瑞·伍德在1998年的1安打0四壞20三振比賽一起，被認為是史上單場比賽中最偉大的投手表現。
- 2017年8月23日：道奇隊投手里奇·希爾對海盜隊投了一場8局的完全比賽，但在第九局下半時三壘手Logan Forsythe（英语：Logan_Forsythe）處理內野滾地球失誤讓跑者上到一壘。更慘的是，道奇隊一直到10局上打完都沒有得分，用球數還沒破百的希爾為了挑戰無安打比賽，決定續投10局下，結果這個半局第一個打者喬許·哈里森把球送上了左外野看台，這支再見陽春砲毀了希爾的無安打比賽、完封，甚至到最後他還是當天的敗戰投手。
- 2019年9月1日：太空人隊的投手韋蘭德對藍鳥隊投出一場14K的無安打比賽，藍鳥隊整場只有一局下半靠著第二棒小比吉歐選到保送上壘。
- 2021年4月9日：聖地牙哥教士投手喬·馬斯葛洛夫對上遊騎兵隊時，只在第四局面對喬伊·蓋洛投出觸身球，其餘選手皆順利解決，投出一場9局無安打無四壞球的無安打比賽，也成為教士隊史第一場無安打比賽，至此大聯盟30隊每隊都有投出過無安打比賽。
- 2021年4月14日：芝加哥白襪卡洛斯·羅登對上克里夫蘭印地安人面對前25名打者都順利解決，但在第26個打者時對Roberto Perez在兩好球一壞球時投出觸身球，羅登隨後再解決張育成與Jordan Luplow達成無安打完封勝。
- 2021年5月6日：在巴爾的摩金鶯對上西雅圖水手的比賽中，金鶯隊的投手約翰·米恩斯投出了大聯盟史上最接近完全比賽的一場比賽，這場比賽當中水手隊並沒有任何人靠安打、保送及失誤上壘，且總共僅輪了27個打席就結束比賽，幾乎滿足所有完全比賽應具備的條件，但三局下的Sam Haggerty仍靠著最不尋常的不死三振上壘，最後Haggerty嘗試盜二壘失敗。
- 2023年5月19日：白襪隊2比0戰勝皇家隊的比賽中，白襪隊兩任投手Michael Kopech（8局）和Kendall Graveman（1局）只讓皇家隊輪了27個打席就結束比賽。皇家隊唯一上壘的人是二壘手Michael Massey，他在六局打出一支一壘安打，但下一棒布萊德利馬上打出雙殺。根據大聯盟官方的統計，這是自1900年以來第73場有打出安打卻以27打席結束的比賽，前一次發生是在2004年7月21日，日後將會投出完全比賽的馬克·柏利對上克里夫蘭印地安人投出完封勝，他在第七和第八局各被打了一支一壘安打，而兩個半局最後都以雙殺化解對面的攻勢[14]。

## 日本職棒完全比賽列表
| 日期           | 投手，球隊               | 比數 | 對手           | 球場               |
| -------------- | ------------------------ | ---- | -------------- | ------------------ |
| 1950年6月28日  | 藤本英雄，讀賣巨人       | 4-0  | 西日本海盜     | 青森市營棒球場     |
| 1955年6月19日  | 武智文雄，近鐵珍珠       | 1-0  | 大映星         | 大阪球場           |
| 1956年9月19日  | 宮地惟友，國鐵燕子       | 6-0  | 廣島鯉魚       | 石川縣營兼六園球場 |
| 1957年8月21日  | 金田正一，國鐵燕子       | 1-0  | 中日龍         | 中日球場           |
| 1958年7月19日  | 西村貞朗，西鐵獅         | 1-0  | 東映飛人       | 駒澤球場           |
| 1960年8月11日  | 島田源太郎，大洋鯨       | 1-0  | 大阪虎         | 川崎球場           |
| 1961年6月20日  | 森瀧義巳，國鐵燕子       | 1-0  | 中日龍         | 後樂園球場         |
| 1966年5月1日   | 佐佐木吉郎，大洋鯨       | 1-0  | 廣島鯉魚       | 廣島市民球場       |
| 1966年5月12日  | 田中勉，西鐵獅           | 2-0  | 南海鷹         | 大阪球場           |
| 1968年9月14日  | 外木場義郎，廣島東洋鯉魚 | 2-0  | 大洋鯨         | 廣島市民球場       |
| 1970年10月6日  | 佐佐木宏一郎，近鐵野牛   | 3-0  | 南海鷹         | 大阪球場           |
| 1971年8月21日  | 高橋善正，東映飛人       | 4-0  | 西鐵獅         | 後樂園球場         |
| 1973年10月10日 | 八木澤荘六，羅德獵戶星   | 1-0  | 太平洋俱樂部獅 | 宮城球場           |
| 1978年8月31日  | 今井雄太郎，阪急勇士     | 5-0  | 羅德獵戶星     | 宮城球場           |
| 1994年5月18日  | 槙原寬己，讀賣巨人       | 6-0  | 廣島東洋鯉魚   | 福岡巨蛋           |
| 2022年4月10日  | 佐佐木朗希，千葉羅德海洋 | 6-0  | 歐力士猛牛     | 千葉海洋球場       |

### 日本職棒差點達成的完全比賽
- 1948年9月6日，真田重藏在甲子園球場投出一場無安打無四死的比賽，大阪虎（即是現在的阪神虎）全隊僅靠著一次失誤上壘。他在1952年5月7日又在甲子園球場投了一場9局28打席的比賽，不過這次他是以阪神球員身分迎戰廣島隊投出來的，而廣島隊當天唯一上壘的跑者則是獲得保送。
- 2005年8月27日，西武獅投手西口文也先發出戰東北樂天金鷲，前九局演出27上27下無人上壘的完全比賽表現，但因西武隊同時也被對手完封九局因此必須進入延長賽，西口文也於十局上第一打席被對手擊出安打，最後僅獲得完投完封紀錄，至今仍有部分球迷認為完全比賽的"九局27人次無人上壘"規定，西口文也基本達標應視該場為完全比賽，但日本職棒方面目前並不採納此種看法。
- 2006年9月16日，山本昌成為日職史上最年長的無安打比賽投手，這場比賽山本也沒有投出四死球，阪神虎僅在第四局靠著森野將彥的一次失誤上壘。
- 2007年11月1日，中日龍投手山井大介於總冠軍賽第五戰中對北海道日本火腿鬥士投出了8局的完全比賽，刷新了原先由阪神虎傳奇名將村山實在1962年日本大賽第二戰創下的日本大賽開場連續解決22名打者的紀錄（該場比賽完全比賽破功後村山仍舊續投拿下完封勝），且山井當時僅僅只用了86球。雖然中日有3勝1敗的優勢，八局結束時也以1-0領先，但為了避免夜長夢多，監督落合博滿選擇在第9局了換上前一天成功關門的左投守護神岩瀨仁紀，岩瀨成功的以三上三下完成關門，進而在讓火腿全隊無人上壘的情況下，贏得了比賽以及總冠軍。MLB的定義中是承認合力完成的完全比賽的，但日本職棒則不予承認，這只能算是一場合力完成的無安打比賽。關於要不要讓山井續投，在當時的日本球界也引起了很多討論，而落合跟中日首席教練森繁和（森曾經在1976年的大學聯賽投出完全比賽）表示，如果第五戰輸球，那後兩戰會回到火腿在北海道的主場札幌巨蛋舉行，由於領先太少，此時讓岩瀨上場關門是最好的選擇。
- 2022年5月6日，中日龍投手大野雄大先發出戰阪神虎，前九局投出無人上壘的完全比賽表現，但因中日龍同時也被對手青柳晃洋完封九局因此必須進入延長賽，大野雄大連續解決29名對手後，於十局上第三打席被佐藤輝明擊出安打，最後僅獲得完投完封紀錄（青柳晃洋最後在十局下遭擊出再見安打）。
- 日職另有多次無安打一四死或一安打無四死的比賽，其中較知名者如巨人隊的杉內俊哉在2012年5月30日主場迎戰東北樂天的王牌投手田中將大的比賽：在這場澤村賞投手的對決中，整場沒有被打出任何安打、送出14次三振的杉內在9局上半兩出局時對中島俊哉投出了本場唯一一次四壞球保送，巨人最終以2-0獲勝。

## 中華職棒的完全比賽
2018年10月7日，統一獅隊先發投手瑞安（Ryan Verdugo）對中信兄弟主投，投出中華職棒目前唯一的完全比賽。其中，九局下郭阜林擊出再見全壘打，協助瑞安締造中華職棒史上首場完全比賽。
| 投手，年齡，球數 | 日期          | 比賽                                                                                          |
| ---------------- | ------------- | --------------------------------------------------------------------------------------------- |
| 瑞安，31，92球   | 2018年10月7日 | - 統一獅1:0中信兄弟 - 球場：台南棒球場 - 觀眾數：6126人，時間：2小時17分鐘 - 搭配捕手：林祐樂 |

### 差點成功的完全比賽
- 2008年7月10日統一獅隊先發投手潘威倫於對中信鯨主投對比賽投出完投、完封、無安打、無四死球保送、一上壘比賽，一上壘是因為該隊一壘手高國慶守備失誤造成，但潘威倫在比賽後就承認他自己因為草地潮濕沒傳好才發生失誤，若無發生此一失誤，該場比賽就成為中華職棒第一場完全比賽。
- 2021年4月14日統一獅隊先發投手布雷克於對富邦悍將主投對比賽投出完投、完封、無四死球保送，僅在3局上被辛元旭擊出一壘安打。

## 國際賽事的完全比賽

### 少棒
威廉波特少棒賽曾有完全比賽記錄。1973年，黃清輝面對歐洲代表隊投出18上18下的完全比賽。陳昭安在1979年威廉波特少棒賽出戰義大利隊，演出連續十八次三振的「完全三振、完全比賽」記錄。連續十八個打席奪三振至今仍是世界記錄。（但卻不被金氏世界紀錄所承認，原因是他們認為這是個不會被打破的紀錄；但事實上，這項紀錄仍有可能被打破，方法可以是用更少的球數達成同樣成績。）
2023年8月18日，桃園龜山少棒隊投手范宸竣、邱則瑋和蔡元浩，在威廉波特少棒賽面對加拿大隊聯手投出6局18上18下的完全比賽。其中范宸竣更是在第三局投出了9球3次三振的完美一局。

### 成棒
2023年世界棒球經典賽的D組分組賽中，波多黎各與以色列之戰，波多黎各由四名投手接力投球，讓以色列隊無任何人上壘，到8局因比分差達10分符合憐憫條款，而以10比0提前結束比賽。由於經典賽對於投手的用球數有65球的上限，因此需多名投手登板投球，且美國職棒大聯盟承認由多名投手合力完成的完全比賽記錄，但因未滿9局而無法成為正式的完全比賽。

## 再見完全比賽
再見完全比賽（walk-off perfect game）是指該項完全比賽的紀錄不是以投手解決最後一個出局數來結束比賽所達成，而是需要藉由隊友的得分引發再見比賽來達成。
由於透過再見比賽的方式締造完全比賽的紀錄相當特殊，因此中華職棒在2018年10月7日締造瑞安·維爾杜戈完全比賽的紀錄後，美國職棒大聯盟專欄網站「Cut4」作家 Eric Chesterton 便以「完全比賽普遍上會被認定是投手的成就，但中華職棒第一次達成的啟示，則是需要團隊的通力合作才能達成」評價這種罕見且極難達成的紀錄。

## 其他職業運動
其他職業運動完全比賽的例子如下：
- 保齡球裡的300分比賽
- 斯诺克裡的單桿147分
- 射飛鏢比賽裡的九镖结束（英语：Nine-dart finish）

## 延伸閱讀
- Alvarez, Mark, ed. (1993). The Perfect Game: A Classic Collection of Facts, Figures, Stories and Characters from the Society for American Baseball Research (Taylor). ISBN 0-87833-815-2
- Anderson, David W. (2000). More Than Merkle: A History of the Best and Most Exciting Baseball Season in Human History (Lincoln and London: University of Nebraska Press). ISBN 0-8032-1056-6
- Browning, Reed (2003). Cy Young: A Baseball Life (Amherst: University of Massachusetts Press). ISBN 1-55849-398-0
- Buckley Jr., James (2002). Perfect: The Inside Story of Baseball's Seventeen Perfect Games (Triumph Books). ISBN 1-57243-454-6
- Chen, Albert (2009). "The Greatest Game Ever Pitched", Sports Illustrated (June 1; available online （页面存档备份，存于）).
- Coffey, Michael (2004). 27 Men Out: Baseball's Perfect Games (New York: Atria Books). ISBN 0-7434-4606-2
- Cook, William A. (2004). Waite Hoyt: A Biography of the Yankees' Schoolboy Wonder (Jefferson, N.C.: McFarland). ISBN 0786419601
- Deutsch, Jordan A. et al. (1975). The Scrapbook History of Baseball (New York: Bobbs-Merrill). ISBN 0-672-52028-1
- Deveaux, Tom (2001). The Washington Senators, 1901–1971 (Jefferson, N.C.: McFarland). ISBN 0-7864-0993-2
- Dewey, Donald, and Nicholas Acocella (1995). The Biographical History of Baseball (New York: Carroll & Graf). ISBN 1-57243-567-4
- Dickson, Paul (2009). The Dickson Baseball Dictionary, 3d ed. (New York: W. W. Norton). ISBN 0-393-06681-9
- Egan, James M. (2008). Base Ball on the Western Reserve: The Early Game in Cleveland and Northeast Ohio, Year by Year and Town by Town, 1865–1900 (Jefferson, N.C.: McFarland). ISBN 0-7864-3067-2
- Elston, Gene (2006). A Stitch in Time: A Baseball Chronology, 3d ed. (Houston, Tex.: Halcyon Press). ISBN 1-931823-33-2
- Fleitz, David L. (2004). Ghosts in the Gallery at Cooperstown: Sixteen Little-Known Members of the Hall of Fame (Jefferson, N.C.: McFarland). ISBN 0-7864-1749-8
- Forker, Dom, Robert Obojski, and Wayne Stewart (2004). The Big Book of Baseball Brainteasers (Sterling). ISBN 1-4027-1337-1
- Gallagher, Mark (2003). The Yankee Encyclopedia, 6th ed. (Champaign, Ill.: Sports Publishing LLC). ISBN 1-58261-683-3
- Hanlon, John (1968). "First Perfect Game In the Major Leagues", Sports Illustrated (August 26; available online).
- Holtzman, Jerome (2003). "Pitching Perfection Is in the Eye of the Beholder", Baseball Digest (June; available online （页面存档备份，存于）).
- James, Bill. The New Bill James Historical Baseball Abstract, rev. ed. (Simon and Schuster, 2003). ISBN 0-7432-2722-0
- Kennedy, Kostya (1996). "His Memory Is Perfect", Sports Illustrated (October 14; available online)
- Lewis, Allen (2002). "Tainted No-hitters", Baseball Digest (February; available online （页面存档备份，存于）).
- Lupica, Mike (1999). Summer of '98: When Homers Flew, Records Fell, and Baseball Reclaimed America (New York: G.P. Putnam's Sons). ISBN 0-399-14514-1
- McNeil, William F. (2003). The Dodgers Encyclopedia, 2d ed. (Champaign, Ill.: Sports Publishing LLC). ISBN 1-58261-633-7
- Nemec, David (2006 [1994]). The Official Rules of Baseball Illustrated (Guilford, Conn.: Globe Pequot). ISBN 1-59228-844-8
- Newman, Bruce (1981). "Perfect in Every Way", Sports Illustrated (May 25; available online).
- Nowlin, Bill (2005). "Rick Wise", in '75: The Red Sox Team That Saved Baseball, ed. Bill Nowlin and Cecilia Tan (Cambridge, Massachusetts: Rounder). ISBN 1-57940-127-9
- Okrent, Daniel, and Steve Wulf (1989). Baseball Anecdotes (New York and Oxford: Oxford University Press). ISBN 0-19-504396-0
- Reisler, Jim (2007). The Best Game Ever: Pirates vs. Yankees, October 13, 1960 (New York: Carroll & Graf). ISBN 0-7867-1943-5
- Robbins, Mike (2004). Ninety Feet from Fame: Close Calls with Baseball Immortality (New York: Carroll & Graf). ISBN 0-7867-1335-6
- Schneider, Russell (2005). The Cleveland Indians Encyclopedia, 3d ed. (Champaign, Ill.: Sports Publishing LLC). ISBN 1-58261-840-2
- Schott, Tom, and Nick Peters (2003). The Giants Encyclopedia (Champaign, Ill.: Sports Publishing LLC). ISBN 1-58261-693-0
- Simon, Thomas P., ed. (2004). Deadball Stars of the National League (Brassey's). ISBN 1-57488-860-9
- Sullivan, Dean, ed. (2002). Late Innings: A Documentary History of Baseball, 1945–1972 (Lincoln: University of Nebraska Press). ISBN 0-8032-9285-6
- Thielman, Jim (2005). Cool of the Evening: The 1965 Minnesota Twins (Minneapolis, Minn.: Kirk House Publishers). ISBN 1886513716
- Vass, George (1998). "Here Are the 13 Most Fascinating No-Hitters", Baseball Digest (June).
- Vass, George (2002). "Seven Most Improbable No-Hitters", Baseball Digest (August; available online （页面存档备份，存于）).
- Vass, George (2007). "One Out Away from Fame: The Final Out of Hitless Games Has Often Proved to Be a Pitcher's Toughest Conquest", Baseball Digest (June; available online （页面存档备份，存于）).
- Westcott, Rich (2005). Veterans Stadium: Field of Memories (Philadelphia: Temple University Press). ISBN 1-59213-428-9
- Young, Mark C. (1997). The Guinness Book of Sports Records (Guinness Media). ISBN 0-9652383-1-8
- Zingg, Paul J., and Mark D. Medeiros (1994). Runs, Hits, and an Era: the Pacific Coast League, 1903–58 (Champaign: University of Illinois Press). ISBN 0-252-06402-X

## 外部連結
- 完全比賽在台灣棒球維基館上的頁面（繁體中文）